# اچ‌ام‌اس سویفت‌سور (۰۸)
اچ‌ام‌اس سویفت‌سور (۰۸) (به انگلیسی: HMS Swiftsure (08)) یک کشتی بود که طول آن ۵۵۵٫۵ فوت (۱۶۹٫۳ متر) بود. این کشتی در سال ۱۹۴۳ ساخته شد.